# Ranunculus lingua
Il ranuncolo delle canne (nome scientifico Ranunculus lingua L., 1753) è una pianta appartenente alla famiglia delle Ranunculaceae della flora spontanea italiana.

## Etimologia
Il nome generico (Ranunculus), passando per il latino, deriva dal greco Batrachion, e significa rana (è Plinio scrittore e naturalista latino, che c'informa di questa etimologia) in quanto molte specie di questo genere prediligono le zone umide, ombrose e paludose, habitat naturale degli anfibi. L'epiteto specifico (lingua) derivato dal latino fa riferimento alle lunghe foglie basali simili a delle lingue.

Il binomio scientifico attualmente accettato (Ranunculus lingua) è stato proposto da Carl von Linné (1707–1778), biologo e scrittore svedese, considerato il padre della moderna classificazione scientifica degli organismi viventi, nella pubblicazione Species Plantarum del 1753.

## Descrizione

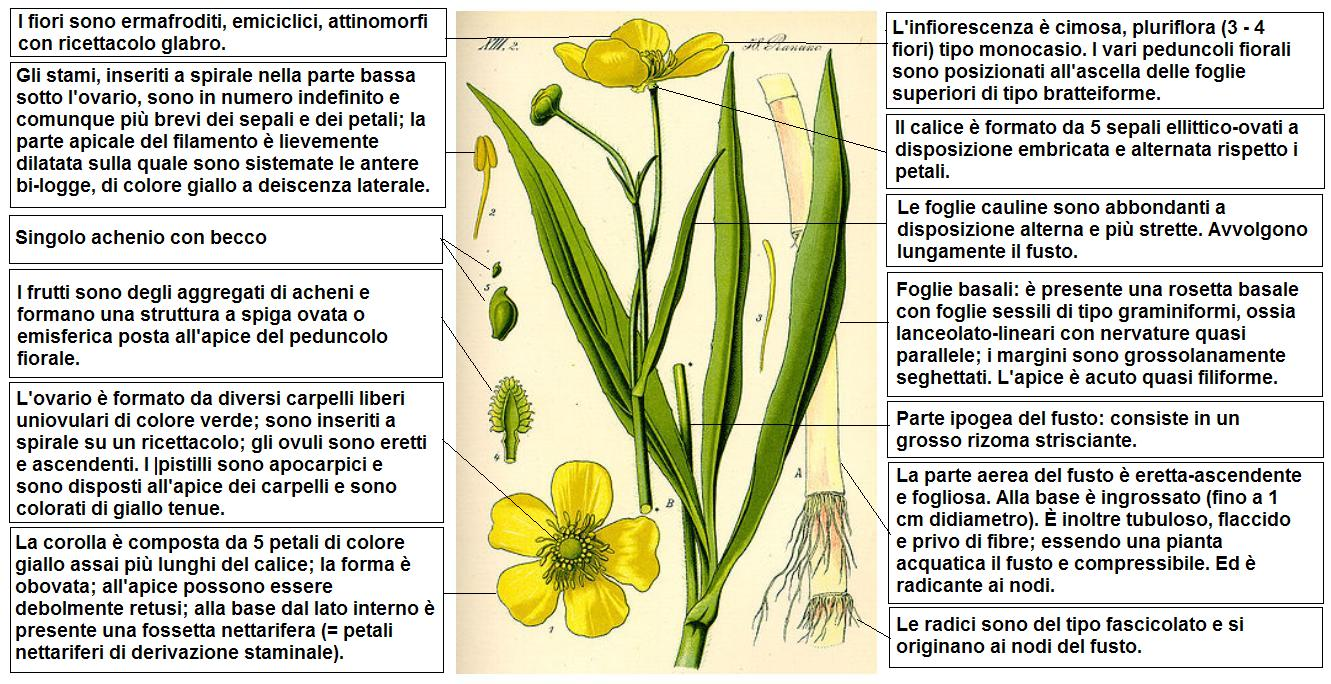
Descrizione delle parti della pianta

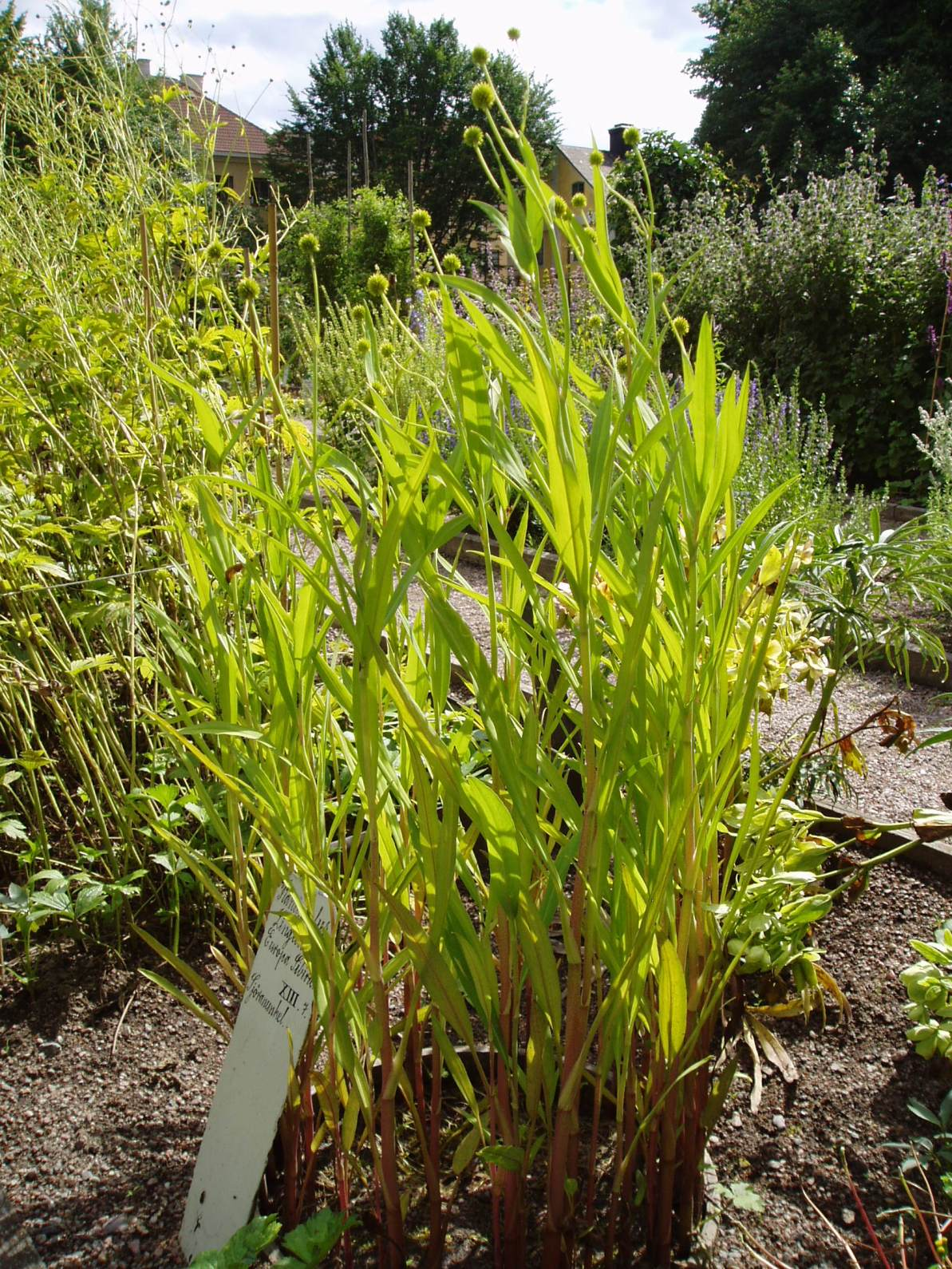
Il portamento

È una pianta erbacea, perenne, la cui altezza media oscilla tra 20 e 150 cm. È inoltre definita emicriptofita scaposa (H scap), ossia è una pianta con gemme svernanti al livello del suolo e protetta dalla lettiera o dalla neve; è inoltre munita di asse fiorale eretto con poche foglie. Tutta la pianta è fondamentalmente glabra e priva di cellule oleifere. Questa particolare pianta può essere definita anche elofita (He), ossia una pianta semi-acquatica con la base e le gemme perennanti sommerse, ma con il fusto e le foglie aeree. Solitamente presente nelle paludi e sulle rive dei laghi, terreni acquitrinosi dove formano i canneti (da qui anche il nome comune).

### Radici
Le radici sono del tipo fascicolato e si originano ai nodi del fusto.

### Fusto
- Parte ipogea: consiste in un grosso rizoma strisciante.
- Parte epigea: la parte aerea del fusto è eretta-ascendente e fogliosa. Alla base è ingrossato (fino a 1 cm di diametro). È inoltre tubuloso, flaccido e privo di fibre; essendo una pianta acquatica il fusto e compressibile. Ed è radicante ai nodi.

### Foglie

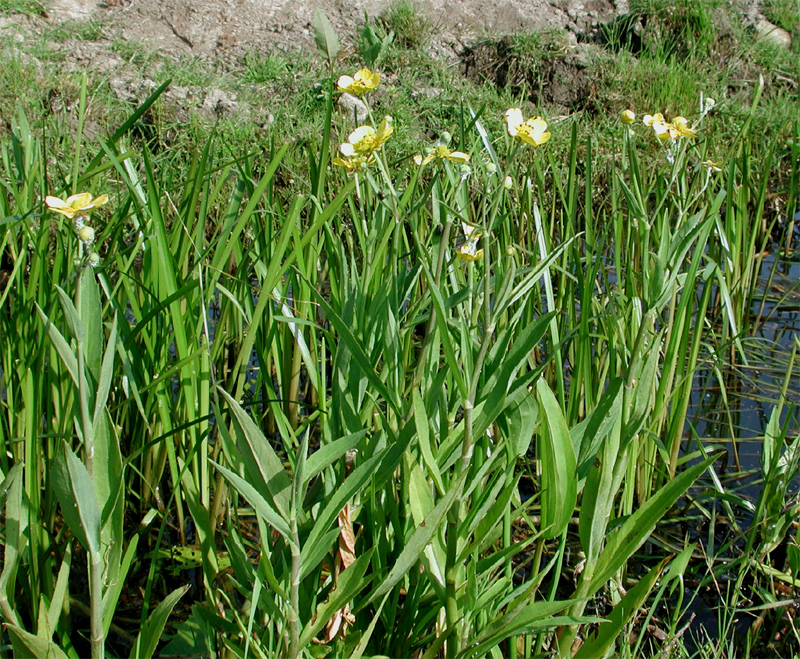
Le foglie

- Foglie basali: è presente una rosetta basale con foglie sessili di tipo graminiformi, ossia lanceolato-lineari (più lunghe che larghe) con nervature quasi parallele (lamina di tipo parallelinervia); i margini sono interi o grossolanamente seghettati. L'apice è acuto quasi filiforme. Dimensione delle foglie: larghezza 10 – 25 mm; lunghezza 120 – 200 mm. In realtà le prime foglie della pianta sono picciolate e ovato-triangolari a base cuoriforme; soltanto se si trovano sommerse allora rimangono di questa forma, altrimenti sono effimere.
- Foglie cauline: le foglie cauline sono più o meno abbondanti a disposizione alterna e più strette. Avvolgono lungamente il fusto.

### Infiorescenza
L'infiorescenza è cimosa, pluriflora (3 - 4 fiori) di tipo monocasio. I vari peduncoli fiorali sono posizionati all'ascella delle foglie superiori di tipo bratteiforme. Queste ultime sono lanceolate. Lunghezza del peduncolo: 2 – 13,5 cm.

### Fiore
I fiori sono ermafroditi, emiciclici, attinomorfi con ricettacolo glabro. I fiori sono di tipo molto arcaico anche se il perianzio(o più esattamente il perigonio) di questo fiore è derivato dal perianzio di tipo diploclamidato (tipico dei fiori più evoluti), formato cioè da due verticilli ben distinti e specifici: sepali e petali. Diametro dei fiori: 20 – 40 mm.
- Formula fiorale: per queste piante viene indicata la seguente formula fiorale:

* K 5, C 5, A molti, G 1-molti  (supero), achenio
- Calice: il calice è formato da 5 sepali ellittico-ovati a disposizione embricata e alternata rispetto ai petali. In realtà i sepali sono dei tepali sepaloidi[7]. Dimensione dei sepali: larghezza 6 – 7 mm; lunghezza 4 mm.
- Corolla: la corolla è composta da 5 petali di colore giallo assai più lunghi del calice; la forma è obovata; all'apice possono essere debolmente retusi; alla base dal lato interno è presente una fossetta nettarifera (= petali nettariferi di derivazione staminale). In effetti anche i petali della corolla non sono dei veri e propri petali: potrebbero essere definiti come elementi del perianzio a funzione vessillifera[8]. Dimensione dei petali: larghezza 11 – 13 mm; lunghezza 12 – 15 mm.
- Androceo: gli stami, inseriti a spirale nella parte bassa sotto l'ovario, sono in numero indefinito e comunque più brevi dei sepali e dei petali; la parte apicale del filamento è lievemente dilatata sulla quale sono sistemate le antere bi-logge, di colore giallo a deiscenza laterale. Al momento dell'apertura del fiore le antere sono ripiegate verso l'interno, ma subito dopo, tramite una torsione, le antere si proiettano verso l'esterno per scaricare così il polline lontano dal proprio gineceo evitando così l'autoimpollinazione. Il polline è tricolpato (caratteristica tipica delle Dicotiledoni).
- Gineceo: l'ovario è formato da diversi carpelli liberi uniovulari di colore verde; sono inseriti a spirale sul ricettacolo; gli ovuli sono eretti e ascendenti. I pistilli sono apocarpici (derivati appunto dai carpelli liberi); sono disposti all'apice dei carpelli e sono colorati di giallo tenue.
- Fioritura: da giugno a agosto.

### Frutti
I frutti sono degli aggregati di acheni e formano una struttura a spiga ovata o emisferica posta all'apice del peduncolo fiorale. Ogni singolo achenio ha una forma ovata o subsferica, appiattita, compressa ai lati, arrotondati e con un ispessimento a carena sul dorso; all'apice è presente un breve becco quasi diritto. Ogni achenio contiene inoltre un solo seme. Diametro della testa: 9 mm. Dimensione degli acheni: 2,5 mm.

## Riproduzione
La riproduzione di questa pianta avviene per via sessuata grazie all'impollinazione degli insetti pronubi (soprattutto api) in quanto è una pianta provvista di nettare (impollinazione entomogama). Alcuni studi sulla riflettanza dei petali del Ranuncolo delle canne hanno dimostrato che il massimo di riflettanza nel ultravioletto è in linea con la massima sensibilità dei fotorecettori di potenziali impollinatori come quelli della famiglia Apidae di insetti imenotteri.

La dispersione, per le piante immerse nell'acqua, è di tipo idrocora è può raggiungere anche qualche chilometro. Questo metodo di dispersione è però influenzato negativamente dalle interruzioni dei corsi d'acqua causate soprattutto dall'uomo con la costruzione delle dighe.

## Distribuzione e habitat

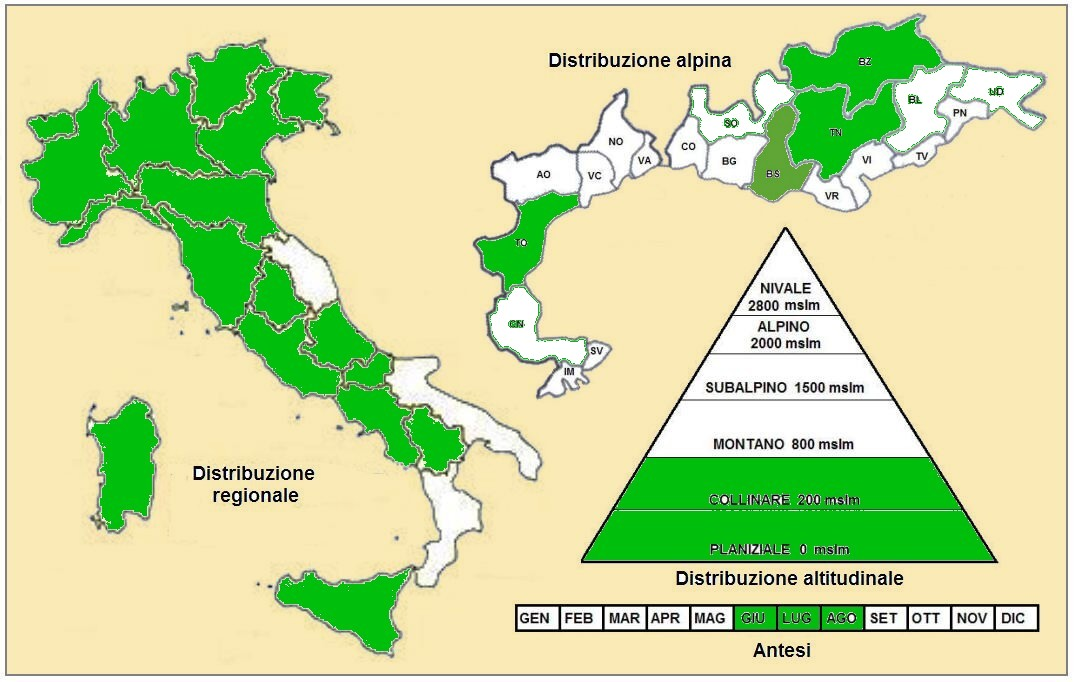
Distribuzione della pianta

- Geoelemento: il tipo corologico (area di origine) è Eurasiatico - Temperato.
- Distribuzione: nella Pianura Padana e nelle Alpi (province: TO, BS, TN e BZ) è raro; mentre è rarissimo nel resto dell'Italia. Fuori dall'Italia nelle Alpi si trova in Francia (dipartimenti: Isère e Savoia), in Svizzera (cantoni: Berna, Ticino e Grigioni) e Austria (Länder centro-orientali). Sui rilievi europei extra-alpini è presente nella Foresta Nera, Pirenei, Massiccio Centrale, Massiccio del Giura, Alpi Dinariche, Monti Balcani e Carpazi. Fuori dall'Europa questa pianta è presente in Asia temperata (parte occidentale) e tropicale (India). In riferimento alla distribuzione di questa specie sul territorio italiano alcuni studi[12] hanno evidenziato un suo graduale impoverimento dovuto al degrado eco-biologico causato generalmente da un forte impatto antropico.
- Habitat: l'habitat tipico per questo ranuncolo sono le paludi, i bordi di stagni e pozze d'acqua a lento deflusso. Il substrato preferito è calcareo-siliceo oppure siliceo con pH neutro e medi valori nutrizionali del terreno che deve essere bagnato.
- Distribuzione altitudinale: sui rilievi queste piante si possono trovare fino a 600 m s.l.m.; frequentano quindi i seguenti piani vegetazionali: collinare.

### Fitosociologia
Dal punto di vista fitosociologico la specie di questa voce appartiene alla seguente comunità vegetale:
Formazione: delle comunità delle megaforbie acquatiche
Classe: Phragmito-Magnocaricetea

## Tassonomia
Il genere Ranunculus è un gruppo molto numeroso di piante comprendente oltre 400 specie originarie delle zone temperate e fredde del globo, delle quali quasi un centinaio appartengono alla flora spontanea italiana. La famiglia delle Ranunculaceae invece comprende oltre 2500 specie distribuite su 58 generi. 

Le specie spontanee della nostra flora sono suddivise in tre sezioni (suddivisione a carattere pratico in uso presso gli orticoltori organizzata in base al colore della corolla): Xanthoranunculus – Batrachium – Leucoranunculus. La specie Ranunculus lingua appartiene alla prima sezione (Xanthoranunculus) caratterizzata dall'avere la corolla gialla. Un'altra suddivisione, che prende in considerazione caratteristiche morfologiche ed anatomiche più consistenti, è quella che divide il genere in due sottogeneri (o subgeneri), assegnando il Ranunculus lingua al subgenere Ranunculus, caratterizzato da piante con fusti eretti (e quindi forniti di tessuti di sostegno), peduncoli dell'infiorescenza eretti alla fruttificazione, lamina fogliare ben sviluppata e petali gialli o bianchi (l'altro subgenere Batrachium è dedicato soprattutto alle specie completamente acquatiche).

Il numero cromosomico di R. lingua è: 2n = 128

### Variabilità
Per questa specie è indicata la seguente varietà (l'elenco può non essere completo e il seguente nominativo può essere considerato da altri autori un sinonimo della specie principale): 
- R. lingua var. hirsutus Desportes (1838)

### Sinonimi
La specie Ranunculus lingua, in altri testi, può essere chiamata con nomi diversi. Quello che segue è un possibile sinonimi:
- Ranunculus longifolius Lam. (1779)

### Specie simili
Diversi Ranuncoli si presentano con foglie lunghe e strette e con la corolla gialla, per cui possono essere confusi con la specie di questa voce. L'elenco seguente ne elenca alcuni:
- Ranunculus gramineus L. - Ranuncolo gramineo: non è una pianta molto alta.
- Ranunculus reptans L. - Ranuncolo reptante: le foglie sono di tipo lanceolato (e non nastriformi).
- Ranunculus flammula L. - Ranuncolo delle passere: è meno foglioso rispetto al Ranuncolo delle canne.

## Usi

### Farmacia
Queste piante contengono l'anemonina; una sostanza particolarmente tossica per animali e uomini. Infatti gli erbivori brucano le foglie di queste piante con molta difficoltà e solamente dopo una buona essiccazione (erba affienata) che fa evaporare le sostanze più pericolose. Anche le api evitano di bottinare il nettare dei “ranuncoli”. Sulla pelle umana queste piante possono creare delle vesciche (dermatite); mentre sulla bocca possono provocare intenso dolore e bruciore alle mucose.

### Giardinaggio
Sono piante rustiche di facile impianto per cui spesso sono coltivate nei giardini.